# جاك روزير
جاك روزير (بالفرنسية: Jacques Rozier)‏ هو كاتب سيناريو ومخرج فرنسي، ولد في 10 نوفمبر 1926 في باريس في فرنسا.

## الوفاة
توفي جاك روزير في 31 مايو 2023 عن عمر ناهز السادسة والتسعين.

## وصلات خارجية
- جاك روزير على موقع IMDb (الإنجليزية)
- جاك روزير على موقع ألو سيني (الفرنسية)
- جاك روزير على موقع أول موفي (الإنجليزية)
- جاك روزير على موقع قاعدة بيانات الأفلام السويدية (السويدية)
- جاك روزير على موقع قاعدة بيانات الفيلم (الإنجليزية)
- جاك روزير على موقع كينوبويسك (الروسية)